# Le Leuy
Le Leuy (gaskonsko Lo Lui) je naselje in občina v francoskem departmaju Landes regije Akvitanije. Naselje je leta 2009 imelo 221 prebivalcev.

## Geografija
Kraj leži v pokrajini Gaskonji 16 km jugozahodno od Mont-de-Marsana.

## Uprava
Občina Le Leuy skupaj s sosednjimi občinami Audon, Carcarès-Sainte-Croix, Gouts, Lamothe, Meilhan, Souprosse in Tartas (del) sestavlja kanton Tartas-vzhod s sedežem v Tartasu. Kanton je sestavni del okrožja Dax.

## Zanimivosti
- cerkev sv. Notre-Dame du Leuy;